# Arthur Bisguier
Arthur Bernard Bisguier (Bronx, Nova Iorque, 8 de outubro de 1929 – Framingham, Massachusetts, 5 de abril de 2017) foi um Grande Mestre de xadrez americano. Venceu dois Campeonatos de Xadrez dos Estados Unidos Júnior (1948, 1949), três Campeonatos de Xadrez Aberto dos Estados Unidos (1950, 1956 e 1959), e o Campeonato de Xadrez dos Estados Unidos de 1954, bem como Swansea 1954. Jogou pela equipe americana em cinco Olimpíadas de Xadrez. Também jogou em dois Interzonais. Em 18 de março de 2005, a Federação de Xadrez dos Estados Unidos proclamaou Bisguier como o "Diretor do Xadrez Americano".